# 猪塚健太
猪塚 健太（いづか けんた、1986年10月8日 - ）は、日本の俳優。愛知県瀬戸市出身。アミューズ所属。身長178cm、体重62kg。

## 来歴・人物
中京大学附属中京高等学校、2009年3月駒澤大学文学部社会学科卒業。
大学在学中から芸能活動を始め、アナウンサーを目指していた。
特技は、サッカー（キーパー）、水泳、陸上（ハードル）、アクション、殺陣。好きな食べ物はえんがわ。
2008年4月から放送された『トミカヒーロー レスキューフォース』に、轟輝 / R1 / R1マックス役で出演し、知名度を得た。
『レスキューフォース』のクランクイン前に脚を骨折し、ボルトをはめ込んで撮影に臨んでいた（クランクアップ後に取り外された）。奇しくも、同作の映画版で共演した藤岡弘、もかつて同様の経験をしていた。
『ミュージカル・テニスの王子様2ndシーズン』で共演した陳内将・寺山武志は親友である。
2019年5月31日に劇団プレステージを退団。

## 出演

### テレビドラマ
- 快感職人（2006年、テレビ朝日）
- ケータイ少女（2007年） - 堤隼人 役
- トミカヒーローシリーズ[17]
  - トミカヒーロー レスキューフォース（2008年4月 - 2009年3月、テレビ東京） - 主演・轟輝 / R1 / R1マックス 役[18][19]
  - トミカヒーロー レスキューファイアー（2009年、テレビ東京） - 轟輝 / R1 / R1マックス 役
- 土曜時代劇 隠密八百八町 第5話（2011年2月5日、NHK） - 染三郎 役
- 勇者ヨシヒコと魔王の城 第8話（2011年8月27日、テレビ東京） - 渡り廊下de魔物倒し隊メンバー（緑）役[20]
- 私が恋愛できない理由 第1話（2011年10月17日、フジテレビ）
- 謎解きはディナーのあとで 第1話（2011年10月18日、フジテレビ）
- 私立バカレア高校 第8話（2012年6月2日、日本テレビ） - レイジ 役
- Piece 第1話（2012年10月6日、日本テレビ）
- とんび 第7話（2013年2月24日、TBSテレビ）
- 同窓生〜人は、三度、恋をする〜（2014年7月 - 9月、TBSテレビ） - マコト 役
- 深夜食堂3 第9話（2014年12月16日、TBSテレビ）
- HEAT 第6話（2015年8月15日、フジテレビ）
- このミステリーがすごい! ベストセラー作家からの挑戦状「リケジョ探偵の謎解きラボ」（2015年11月30日、TBSテレビ） - 花塚優 役[21]
- 東京タラレバ娘 第2話（2017年1月25日、日本テレビ） - BUMKEY’S（バンキーズ）のメンバー 役[22]
- 民衆の敵〜世の中、おかしくないですか!?〜 第5話・第9話（2017年11月20日、フジテレビ） - 小野佑樹 役[23]
- ポルノグラファー（2018年8月8日 - 9月12日、フジテレビ） - 主演・久住春彦 役（竹財輝之助とW主演）[24]
  - ポルノグラファー 〜インディゴの気分〜 第6話（2019年8月27日、フジテレビ ） - 久住春彦 役[25]
- 今日から俺は!!（2018年10月14日 - 12月16日、日本テレビ） - 水谷先生 役[26]
  - 金曜ロードSHOW!「映画公開記念!!今日から俺は!!スペシャル」（2020年7月17日）[27]
- 執事 西園寺の名推理2 第5話（2019年5月24日、テレビ東京） - 雫石幸太郎 役[28]
- サウナーマン〜汗か涙かわからない〜 第5話（2019年9月30日、朝日放送テレビ） - 東堂肇 役[29]
- サロガシー（2021年3月24日、フジテレビ） - 水野圭人 役[30]
- 高嶺のハナさん（2021年4月10日 - 6月26日、BSテレビ東京） - 更田元気 役[31]
  - 高嶺のハナさん2（2022年10月2日 - 、BSテレビ東京）[32]
- TOKYO MER〜走る緊急救命室〜（2021年7月4日 - 9月12日、TBSテレビ） - 目黒大知 役[33]
- 警視庁ひきこもり係（2021年8月5日、テレビ朝日） - 水沢圭介 役[34]
- 言霊荘 第1話（2021年10月9日、テレビ朝日） - 桐嶋漣 役[35][36]
- 凛子さんはシてみたい（2021年10月19日 - 12月7日、毎日放送） - 緋山余一 役[37]
- 全っっっっっ然知らない街を歩いてみたものの Season2 第2話（2022年3月13日、フジテレビ） - カイ 役[38][39]
- 絶対BLになる世界VS絶対BLになりたくない男 シーズン2（2022年3月20日、CSテレ朝チャンネル1） - 五十嵐 役[40][41][42]
- 今夜、わたしはカラダで恋をする。（2022年3月27日 - 、ABCテレビ） - 大沼亮介 役[43]
  - 今夜、わたしはカラダで恋をする。 Season2（2023年3月26日・27日、ABCテレビ） - 大沼亮介 役
- 今度生まれたら 第4話 （2022年5月29日、NHK BSプレミアム） - 雑誌記者 役[44]
- 飴色パラドックス（2022年12月16日 - 2023年2月10日、MBS 他） - 印南圭 役[45]
- 私がヒモを飼うなんて（2023年3月29日 - 5月17日、TBS） - 奥村リョウ 役[46]
- 合理的にあり得ない〜探偵・上水流涼子の解明〜 第2話（2023年4月24日、関西テレビ・フジテレビ） - 広瀬リアム 役[47]
- 犬と屑 第7話 - （2023年7月20日、MBS） - 蛯原匠 役[48]
- ハレーションラブ（2023年8月5日 - 9月30日、テレビ朝日） - 加賀孝之 役[49]
- ゼイチョー〜『払えない』にはワケがある〜（2023年10月14日 - 12月23日、日本テレビ） - 鷺沼宏樹 役[50]
- ブラックガールズトーク 第1話（2024年2月5日、テレビ東京） - 高木敏行 役[51]
- 大奥 第4話・第10話（フジテレビ）-桜田真太郎 役
- 日本テレビ開局70年スペシャルドラマ「テレビ報道記者〜ニュースをつないだ女たち〜」（2024年3月5日、日本テレビ） - 奥田颯太 役[52]
- 社内処刑人〜彼女は敵を消していく〜（2024年4月19日 - 6月21日、関西テレビ） - 副島陽太 役[53]
- あなたの恋人、強奪します。 第2話・第3話（2024年4月21日・28日、朝日放送テレビ） - 杉原悠介 役[54][55]
- ９５ 第6話（2024年5月13日、テレビ東京）- 藤岡 役[56]
- 花咲舞が黙ってない 第3シリーズ 第6話（2024年5月18日、日本テレビ） - 香坂遼 役[57]
- 降り積もれ孤独な死よ 第1話・第5話（2024年7月7日・8月4日、読売テレビ・日本テレビ系） - 緒方 役[58]
- 錦糸町パラダイス 第1話・第2話（2024年7月12日・7月19日、テレビ東京）-荒川 役
- 密告はうたう2 警視庁監察ファイル（2024年8月11日 - 、WOWOW） - 長富 役[59]
- ギークス〜警察署の変人たち〜 最終回（2024年9月19日、フジテレビ系）-今野勇気 役
- 放課後カルテ 第８話（2024年12月7日、日本テレビ）-外崎大樹 役
- 財閥復讐〜兄嫁になった元嫁へ〜 第1話 - 第3話・第9話（2025年1月6日 - 20日・3月3日、テレビ東京） - 伊勢悟史 役[60]
- アンサンブル 第7話・第8話（2025年3月1日・3月8日、日本テレビ）-広瀬篤 役
- 純喫茶つながり、閉店します（2025年3月1日 - 、テレビ愛知）-真山丈 役
- トウキョウホリデイ（2025年4月4日 - 6月20日、テレビ東京） - 川辺 役[61]
- Dr.アシュラ（2025年4月16日 - 6月25日、フジテレビ） - 吉祥寺拓巳 役[62]
- こんばんは、朝山家です。 第5話（2025年8月17日、朝日放送テレビ・テレビ朝日） - 早坂カウンセラー 役[63]

### 映画
- 紫陽花物語（2007年、（株）ヌマザワ／（株）ブルックス、祝迫崇宏監督） - 主演[64]
- トミカヒーローシリーズ[17]
  - トミカヒーロー レスキューフォース 爆裂MOVIE マッハトレインをレスキューせよ!（2008年、松竹、岩本晶監督[65]） - 主演・轟輝 / R1 / R1マックス 役[66]
  - 爆走!トミカヒーローグランプリ（2008年、松竹、江良圭監督） - 主演・轟輝 / R1 / R1マックス 役
- 大奥（2010年、松竹／アスミック・エース、金子文紀監督[67]）[68]
- 女子ーズ（2014年、キングレコード、福田雄一監督[69]）[68]
- 深夜食堂（2015年、東映、松岡錠司監督[70]）[68]
- 斉木楠雄のΨ難（2017年、ソニー・ピクチャーズ エンタテインメント／アスミック・エース、福田雄一監督） - ダークリユニオン 役[71][72]
- 人魚のこころ（2017年、YOSHIMOTO KOGYO、Takeshi Jac Kosaka監督[73]）[68]
- 娼年（2018年、ファントム・フィルム、三浦大輔監督[74]） - 平戸東（アズマ）役[75][68]
- 今日から俺は!!劇場版（2020年7月17日、東宝、福田雄一監督[76]） - 水谷先生 役[77]
- 劇場版ポルノグラファー〜プレイバック〜 （2021年2月26日、松竹、三木康一郎監督[78]） - 主演・久住春彦 役（竹財輝之助とW主演）[79]
- 極主夫道 ザ・シネマ（2022年6月3日、ソニー・ピクチャーズエンタテインメント、瑠東東一郎監督） - 山本 役[80][81]
- バイオレンスアクション（2022年8月19日、ソニー・ピクチャーズエンタテインメント、瑠東東一郎監督） - クラ 役[82]
- 劇場版 TOKYO MER〜走る緊急救命室〜（2023年4月28日、東宝、松木彩監督） - 目黒大知 役
- Amuse Presents SUPER HANDSOME LIVE 2022 “ROCK YOU! ROCK ME!!”（2023年5月、ライブ・ビューイング / 松竹）[83]
- 禁じられた遊び（2023年9月8日、東映、中田秀夫監督） - 黒崎邦明 役[84]
- 人生に詰んだ元アイドルは、赤の他人のおっさんと住む選択をした（2023年11月3日、日活 / KDDI、穐山茉由監督） - 浩介 役[85][86]
- スマホを落としただけなのに 〜最終章〜 ファイナル ハッキング ゲーム（2024年11月1日、東宝、中田秀夫監督） - 長瀬明 役[87]
- となりの宇宙人（2025年6月27日、SPOTTED PRODUCTIONS）- 貞さん 役[88]

### 配信ドラマ
- 恋愛体感ドラマ「快感ストロベリー〜秘密の花園〜」（2011年、BeeTV） - 燈マモル 役[89]
- ポルノグラファー（2018年7月28日 - 、FOD） -  主演・久住春彦 役（竹財輝之助とW主演）[24]
  - ポルノグラファー 〜インディゴの気分〜 第6話（2019年4月4日、FOD） - 久住春彦 役[25]
  - ポルノグラファー～春的生活 （2021年1月18日 - 、FOD） - 久住春彦 役[90]
  - ポルノグラファー～続・春的生活 （2021年3月4日 - 、FOD） - 久住春彦 役[91]
- 地獄のガールフレンド（2019年10月25日 - 12月27日、FOD） - 鹿谷 役[92]
- ドラマ『サウナーマン〜汗か涙かわからない〜』オリジナルエピソード第5.5話（2019年10月1日、TSUTAYAプレミアム） - 東堂肇 役[93]
- 深夜食堂 -Tokyo Stories Season2-「チキンライス」（2019年10月31日、Netflix）
- 乃木坂シネマズ〜STORY of 46〜 第4話「民主主義定食屋」（2020年1月15日、FOD、2020年2月12日 、フジテレビ）[94][95]
- ＃love_delusion 第4〜6話（2021年3月22日 - 4月5日、LINE NEWS「VISION」） - 島田翔 役[96]
- 結婚できないにはワケがある。「まりこの実家へ挨拶編」（2021年6月20日、TELASA） - 陽介 役[97]
- ある視点～もう一つの言霊荘～  第1.5話（2021年10月9日、ABEMAプレミアム） - 桐嶋漣 役[35]
- 私が獣になった夜～名前のない関係～  第6話（2021年12月9日、ABEMAプレミアム） - 真田剛 役[98][99][100]
- Hulu U35 クリエイターズ・チャレンジ 「鶴美さんのメリバ講座」（2022年2月18日、Hulu） - 国木田先生 役[101]
- 嘘喰い -鞍馬蘭子篇-（2022年2月11日 - 18日、dTV） - 柴田 役[102]
- ANIMALS‐アニマルズ‐（2022年6月23日 - 、ABEMA SPECIALチャンネル） - 醍醐悟 役[103]
- 今夜、わたしはカラダで恋をする。Season2 第4話「初めては、君がいい」（2023年2月18日、ABEMA） - 大沼亮介 役[104]
- MALICE（2023年9月14日 - 、U-NEXT） - 貴島慎一 役[105]
- 育業を、はじめるとき。〜大事な時間の過ごし方〜（2023年12月4日、YouTube こどもスマイルムーブメント・吉本興業チャンネル） - 主演・田村雄二 役（島崎遥香とW主演）[106]
- Dr.アシュラ スペシャルドラマ「医療監修編」（2025年6月11日、FOD） - 吉祥寺拓巳 役[107]

### オーディオドラマ
- 夢の中のメロディ（2021年6月14日 - 、NUMA） - 紗友里の兄 役[108]
- NHK FMシアター『面影』～もう一度出会えたら、何を伝えますか～（2022年4月16日、NHK-FM）[109]
- ZANGE（2023年6月15日 - 、NUMA） - 阿久津翔 役[110]

### 舞台
- BELL＋UP Company「リセット3・2・1…」（2010年2月2日 - 7日、池袋シアターグリーン BIG TREE THEATER） - 主演・花澤春輝 役[111]
- DHE@stageプロデュース公演「白虎隊 ザ・アイドル」（2010年3月20日、全労済ホールスペース・ゼロ） - 語り部 役[112]
- c-block/DHE@stageプロデュース 演劇集団アーバンフォレスト公演「真夜中の取調室」（2010年6月4日 - 13日、池袋シアターグリーン　BIG TREE THEATER） - 船村大介 役[113]
- ミュージカル・テニスの王子様2ndシーズン
  - 青学vs聖ルドルフ・山吹（2011年4月8日 - 4月17日・5月8日 - 15日、JCBホール／2011年4月27日 - 5月3日、大阪メルパルクホール） - 赤澤吉朗 役[114]
  - DREAM LIVE 2011（2011年11月5日 - 6日、神戸ワールド記念ホール／11月12日 - 13日、 横浜アリーナ）
  - 春の大運動会 2012 （2012年5月13日、有明コロシアム）
- はらぺこペンギン!第17回公演「愛の蟻地獄」（2011年7月7日 - 18日、OFF・OFFシアター） - オカマバーのママ 役／大学生の山口 役[115]
- ＊pnish＊プロデュース「モンスターボックス（再演）」（2012年2月1日 - 12日、CBGKシブゲキ!!） - 遠藤悟 役[116]
- 「スピリチュアルな1日（再演）」（2012年6月13日 - 24日、あうるすぽっと／6月29日 - 7月1日、大阪 ABCホール／7月7日 - 8日、宮城　仙台市青年文化センター シアターホール） - 地縛霊 役[117][118]
- JEWELERY HOTEL（2012年7月13日 - 15日、紀伊國屋ホール） - ゲスト出演[119][120]
- 小倉久寛ひとり立ち公演vol.4「チ・ヨ・コ・レ・イ・ト〜ビターな大人のラブコメディー〜」（2013年2月6日 - 17日、赤坂RED/THEATER） - エリック 役[121][122]
- 地球ゴージャスプロデュース公演
  - Vol.13「クザリアーナの翼」（2014年1月8日 - 3月31日、赤坂ACTシアター / 愛知県芸術劇場大ホール / キャナルシティ劇場 / 梅田芸術劇場メインホール） - オオブサ 役[9][123]
  - Vol.14「The Love Bugs」（2016年1月9日 - 3月29日、赤坂ACTシアター / 愛知県芸術劇場大ホール / 福岡サンパレス / フェスティバルホール） - ガラシ 役[124]
  - 地球ゴージャス25周年祝祭公演 星の大地に降る涙 THE MUSICAL（2020年3月20日 - 3月27日、舞浜アンフィシアター） - シリリ 役[125][注 1]
- 里見八犬伝（2014年10月31日 - 11月17日、新国立劇場・中劇場 / シアターBRAVA! / アルファあなぶきホール / 北九州ソレイユホール / 千葉県南総文化ホール） - 左母次郎 役[127]
- 久馬君と石田君の演 第1回公演（2015年6月8日、北沢タウンホール）[128]
- 朗読劇「僕とあいつの関ヶ原」「俺とおまえの夏の陣」（2016年7月7日 - 10日、天王洲 銀河劇場） - 徳川家康 役ほか[129]
  - 朗読劇「俺とおまえの夏の陣」（2020年6月27日、無観客ライブ配信） - 豊臣秀吉 役、徳川家康 役 他[130][131]
- 娼年（2016年8月26日 - 9月15日、東京芸術劇場プレイハウス / 梅田芸術劇場 シアタードラマシティ / 久留米シティプラザ ザ・グランドホール） - 平戸東 役[132]
- プロペラ犬第7回公演「珍渦虫」（2016年10月、ザ・スズナリ） - 影山たぎり 役[133]
- オーバーリング・ギフト（2017年6月15日 - 25日、DDD青山クロスシアター） - アスター 役[134]
- ウエアハウス〜Small Room〜（2017年10月8日 - 11月7日、アトリエファンファーレ高円寺） - テヅカ 役[135]
- unrato#1「BLOODY POETRY」（2018年2月8日 - 18日、赤坂RED/THEATER） - 主演・パーシー・ビッシュ・シェリー 役[136]
- リーディングドラマ「シスター」（2018年8月30日、博品館劇場）[137]
- 日本テレビ開局65周年記念公演「魔界転生」（2018年10月6日 ‐ 12月14日、博多座 / 明治座 / 梅田芸術劇場メインホール） - 荒木又右衛門 役[138]
- 暗くなるまで待って（2019年1月25日 - 2月23日、池袋サンシャイン劇場 / 兵庫県立芸術文化センター / ウインクあいち / 福岡市民会館） - クローカー 役[139]
- A New Musical「FACTORY GIRLS〜私が描く物語〜」（2019年9月25日 - 10月27日、赤坂ACTシアター / 梅田芸術劇場） - ベンジャミン・カーチス 役[140][141]
- STAGE GATE VRシアターvol.1「Defiled-ディファイルド-」(2020年7月 - 8月、 DDD青山クロスシアター、博品館劇場） - ハリー・メンデルソン 役[142][143]
- オンライン演劇「青春cm2」（2020年7月18日） - 声の出演[144]
- 配信舞台「マーダーミステリーシアター『演技の代償』」(2021年2月20日） - 梅崎歩 役[145]
- 朗読劇 「私の頭の中の消しゴム 12th Letter」（2021年5月1日、よみうり大手町ホール、 ABCホール ※オンライン配信） - 浩介 役[146][注 2]
- ミュージカル「ボディガード」（2022年1月21日 - 2月19日、梅田芸術劇場メインホール、東京国際フォーラムホールC） - サイ・スペクター 役[149][150]
- ミュージカル「るろうに剣心 京都編」（2022年5月17日 - 6月24日、IHIステージアラウンド東京） - 佐渡島方治 役[151][注 3]
- イヤードラマ NUMA 朗読劇 vol.1「シュウガク！」（2023年3月18日 - 19日、 横浜赤レンガ倉庫1号館 3Fホール）[153]
- マーダーミステリーシアター「殺意の代償」（2025年3月13日、品川プリンスホテル クラブeX）[154]

#### 劇団プレステージ
- 第1回本公演「ペンシルビルWARS〜眠らぬ街のアツい日〜」（2010年10月23日 - 31日、千本桜ホール） - クランベリー役[155][156]
- 第3回公演「『ゼツボー荘』より愛を込めて」（2011年11月22日 - 12月6日、千本桜ホール） - 洋介 役[157]
  - 番外公演「『ゼツボー荘』より愛を込めて ぶち壊す!!!!!」（2015年4月21日 - 29日、千本桜ホール） - 洋介 役
- 番外公演「サイキックフライト!〜頑張る7人のエスパーとあと2、3人〜」（2012年3月2日 - 6日、千本桜ホール）
- 第4回公演「Have a good time?」（2012年8月17日 - 9月7日、千本桜ホール） - シン 役[158]
  - 第10回公演「Have a good time?［再演］」（2015年8月8日 - 9日、森ノ宮ピロティホール / 8月12日 - 23日、紀伊国屋サザンシアター） - ライト 役[159]
- 第5回公演「ゴーストレイト」（2013年4月19日 - 29日、CBGKシブゲキ!!） - 忠夫 役[160]
- 劇団プレステージ内ユニット公演「女戦」（パンティーストッキング of Prestage Project）（2013年8月3日 - 11日、千本桜ホール） - けいにゃ 役[161]
- 第6回公演「アウタースペース109」（2013年9月25日 - 10月6日、CBGKシブゲキ!!） - パンチョス 役[162]
- 第7回公演「ボーンヘッド・ボーンヘッダー」（2014年4月18日 - 29日、CBGKシブゲキ!!） - 白山廉 役[163][164]
- 第8回公演「ブラックパールが世界を動かす（再演）」（2014年8月20日 - 31日、CBGKシブゲキ!!） - 養命酒 役[165]
- 第9回公演「WORLD'S ENDのGIRLFRIEND」（2015年2月8日 - 22日、CBGKシブゲキ!!） - 安藤エリ 役[166]
- 劇団プレステージ×ヨーロッパ企画「突風!道玄坂歌合戦」（2016年12月7日 - 20日、CBGKシブゲキ!!） - シュウジ 役[167][168]
- 第12回公演「URA!URA!Booost」（2017年8月16日 - 27日、紀伊國屋サザンシアター TAKASHIMAYA） - 赤城ダイスケ 役[169]

### イベント
- キャストサイズEVENT2013「キャストサイズ別冊Stylebook」トークイベント（2013年2月23日、渋谷egg-man）[170][171]
- なうメン△1周年記念イベント（2013年3月31日、ベルサール渋谷ファースト HALL A） - 第1部ゲスト[172][173]
- 小倉久寛ひとり立ち公演スペシャルイベント「集え！小倉と愉快な仲間たち」（2014年8月9日、新宿シアターサンモール）[174][175]
- ミミーの日だからおごってよ! 2015 supported by アテンダ国際特許事務所（2015年3月31日、J-SQUARE SHINAGAWA ）[176]
- 関西コレクション 2015 AUTUMN＆WINTER（2015年9月23日、京セラドーム大阪）[177]
- 地球ゴージャス 20th Anniversary Gala Concert（2015年3月29日、舞浜アンフィシアター）[178]
  - 地球ゴージャス SENDEN虫イベント「SENDEN虫の祭典〜こんな時が来るなんて〜」（2016年4月3日、ビッグサイトTFTホール1000）[156]
- 「『僕ヶ原＆俺の陣』直前SP公開放送～中屋敷さんがいなくてもきちんと宣伝します！僕ヶ原＆俺の陣がんばるSP～」（2016年7月3日、ネイキッドロフト ）[179]
- 渋谷のラジオの学校プレゼンツ！集まれ野武士フェスティバル‼～渋ラジSOUL 2016 夏の陣～（2016年8月11日、恵比寿 ザ・ガーデンホール）[180]
- Act Against AIDS 2018「「THE VARIETY 26」〜遂に！俳優だけの武道館ライブ!!…大丈夫なのか〜〜!?〜」（2018年12月1日、日本武道館）[181]
  - Act Against Anything VOL.1「THE VARIETY 27」（2020年12月1日、日本武道館）[182]
  - Act Against Anything VOL.2「THE VARIETY 28」4年ぶりブリ生舞台！全身全霊！心を込めて歌って踊って皆でチャリティ全員集合！（2022年11月26日、パシフィコ横浜）[183]

#### 劇団プレステージ（イベント）
- 劇的に！マザー牧場で動物と劇プレに触れ合おうツアー（2012年10月6日、マザー牧場）
- 劇・プレ博2013 ～初春の広報戦略～（2013年3月20日、新宿ロフトプラスワン）[184]
- Prestage Party in PONGI（2014年2月16日、アミューズ・ミュージカルシアター）
- 劇・プレ博2015 ～初夏の広報戦略～（2015年7月5日、J-SQUARE SHINAGAWA）[185]
- Prestage Party at PIT〜てんやわんやの大感謝祭〜（2015年11月3日、豊洲PIT）[186]
- Prestage Party at 赤坂プリッツ ～真夏のオールスター大感謝祭～（2017年7月16,17日、赤坂BLITZ）[187]
- 劇団プレステージJAPANプレミア上映イベント（2018年10月29日、大阪ステーションシティシネマ、2018年10月30日、名古屋ミッドランドスクエアシネマ）[188]

#### Amuse presents SUPER ハンサム LIVE
- 「SUPER ハンサム LIVE 2011」（2011年12月26日 - 28日、パシフィコ横浜国立大ホール）[189]
- 「SUPER ハンサム LIVE 2012」（2012年12月26日 - 28日、パシフィコ横浜国立大ホール）[190]
- 「SUPER ハンサム LIVE 2013」（2013年12月26日・27日、舞浜アンフィシアター） - film出演・12/27 19:00ゲスト出演[191]
- 「SUPER ハンサム LIVE 2014」（2014年12月26日 - 28日、パシフィコ横浜国立大ホール）[192]
- 15th Anniversary SUPER HANDSOME LIVE「JUMP↑ with YOU」（2020年2月15日 - 16日、両国国技館） - ゲスト出演[193][194]
- SUPER HANDSOME LIVE 2022 “ROCK YOU!ROCK ME!!”（2022年12月29日 - 30日、LINE CUBE SHIBUYA) [195]
- Amuse Presents SUPER HANDSOME LIVE 2024 “WE AHHHHH!”（2024年3月22日 - 24日、LINE CUBE SHIBUYA）[196]

### テレビ番組
- 銀の劇プレ（2014年10月18日 - 12月27日、テレビ神奈川/2015年1月7日 - 3月18日、KBS京都）[197][198]
- みんなのニュース（2016年6月 - 8月、フジテレビ） - 火曜日Hopper[199]

### アニメ
- 働くお兄さん!の2!（2018年、TOKYO MX） - スフィ神先輩 役[200][201]

### 配信コンテンツ
- 全力 GAME バラエティーゆるり1000％ (2017年5月31日-2018年3月30日、SEGA、YouTube Live、FRESH!、Periscope）[202]
- ドラマ『サウナーマン〜汗か涙かわからない〜』特別企画「秋のサウナーマン祭[203]」（2019年10月16日、共感シアター）[204][205]

### アプリゲーム
- スマッシュ＆マジック (2017年9月14日 - 2018年10月31日[206]、アングー） - イノセント 役 ※ 声の出演[207][208][209][210][211]
- エゴエフェクト: フラクタス (2021年9月23日 - 2022年1月8日[212]、NetEase, Inc.） - 漫画家 金城公平 役 ※ 声の出演[213][214][215]

### ラジオ
- 劇団プレステージの渋谷のラジオの学校（渋谷のラジオ、2016年4月7日 - 2019年5月30日）[216][68][217]

### CM
- 三ツ矢サイダー（2007年）
- AOKI（2007年）
- モバイト・ドット・コム（2007年）
- 広島工業大学（2007年）
- レディーボーデン（2008年）
- 花王 サクセス（2008年 - 2009年）
- NEC LaVie L（2010年）
- リアドレ（2012年）
- スミノフ（2012年、WebCM）
- 日野自動車 プロフィア ドライバーの主張篇（2017年）[218][68][217]
- バンダイナムコドラゴンボールZ ドッカンバトル　史上最大級の育成サポート　クウラ編（2022年）[219]
- スクウェア・エニックス ドラゴンクエストX 目覚めし五つの種族 オフライン「ジェスチャーゲーム」篇、「部長の秘密」篇（2022年）[220]
- キリンビール キリン一番搾り 糖質ゼロ（2024年）[221]

### PV
- Peridots「9月のソーダ」（2007年、演出：佐藤孝至）
- エイジアエンジニア「何も言えずに〜最後の告白〜[222]」（2008年）
- WEAVER「Shine[223]」（2011年、演出：直 (映像作家)）[156]
- 山崎まさよし「星空ギター[224]」（2012年、演出：カトウジュンイチ）[225]
- 宇宙まお「ベッド・シッティング・ルーム[226]」（2017年、演出：宮部一通）[227]
- 宇宙まお「休みの日[228]」（2018年、演出：宮部一通）[227]

### スチール
- 資生堂「uno」（2006年）
- カンコー学生服（2007年）
- Indian Tokyo[229][230]（2013年）[231]
- EWI Lab株式会社「DR ZERO」（2022年 - ）[232]

## 作品

### DVD
- COLORS（2009年）

#### 劇団プレステージの映像ソフト
- ブラックパールが世界を動かす（再演）（2014年11月14日、アミューズソフトエンタテインメント）[233]
- WORLD'S ENDのGIRLFRIEND（2015年6月中旬、アミューズソフトエンタテインメント）[234]
- Have a good time?（再演）(2015年11月下旬、アミューズソフトエンタテインメント）[235]
- URA!URA!Booost（2017年12月25日、アミューズソフトエンタテインメント）

### 雑誌
- JUNON
- ニッセン

### カレンダー
- 「KENTA IZUKA 2020-2021 Calendar」（2020年1月、アミューズ）[236]
- 「猪塚健太2021.04-2022.03 Calendar」（2021年3月、アミューズ）[237]
- 「猪塚健太2022.04-2023.03 Calendar」（2022年3月、アミューズ）[238]

### パーソナルブック
- awesome! Special Edition 猪塚健太「Special Thanks」（2021年12月2日、株式会社 シンコーミュージック・エンタテイメント）[239] ISBN 978-4-401-65133-7